# Sistema de juego (juegos de rol)

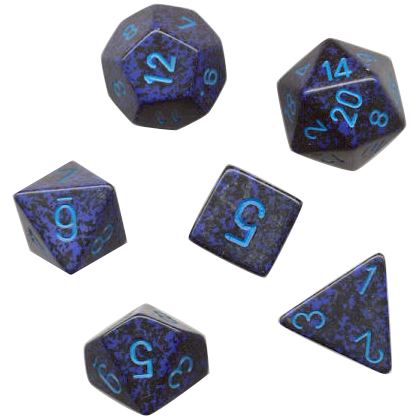
Dados especiales de muchas caras, utilizados para juegos de rol

Un sistema de juego es un conjunto de reglas usadas en un juego de rol.

## Descripción general
El sistema de juego de un juego de rol sirve ante todo para dar al director de juego un conjunto de reglas tanto para él, que es quien dirige la partida de rol, como para los jugadores que juegan la partida. Este conjunto de reglas sirve para impedir que surjan conflictos durante las partidas de rol. Un ejemplo muy básico puede ser el siguiente: un jugador quiere que su personaje lleve a cabo una investigación en un pequeño pueblo aislado en unas montañas. El director de juego decide que los habitantes de ese pueblo odian a los forasteros y que la investigación será difícil, pero un buen director de juego no debería en ningún momento decir a tal jugador que no obtendrá nunca ninguna información. Bloquear arbitrariamente las acciones de los jugadores mediante decisiones autoritarias irrevocables crea en los jugadores una frustración que puede llevar al conflicto y al enfrentamiento, anulando el placer que normalmente ha de proporcionar la interpretación de personajes en un juego de rol. El sistema de juego del juego de rol al que estén jugando (sea cual sea ese juego) dispone seguramente de una regla o conjunto de reglas para que un personaje jugador pueda o no, en función de sus características y habilidades, obtener ciertas informaciones al entrar en contacto con uno o más personajes no jugadores. Otro ejemplo muy elemental de la necesidad de disponer de un sistema de juego a la hora de jugar a rol es el de las acciones llevadas a cabo en situaciones de combate. Si un jugador quiere darle un espadazo a un adversario es necesario que haya un sistema de reglas que determine si el espadazo alcanza o no a tal adversario. Cuanto más simulacionista sea el sistema de juego más elementos realistas serán tenidos en cuenta a la hora de efectuar las resoluciones de las acciones de los jugadores. ¿Qué hace el adversario del jugador? ¿esquiva o detiene la espada con su escudo? ¿qué grado de habilidad tiene el personaje jugador en el uso de la espada? ¿qué tipo de armadura lleva puesta el adversario? un simple peto de cuero protegerá menos que una espesa coraza de acero... etc. Dependiendo de cada juego de rol, estos conjuntos de reglas servirán para resolver acciones en un único universo de juego concreto, o bien para resolver acciones en una multitud de universos ficticios, en cuyo caso se habla de sistemas de juego genéricos.

## Resolución de acciones
Los diferentes sistemas de juego suelen resolver las acciones de los personajes, ya sean personajes interpretados por los jugadores o por el director de juego, mediante tiradas de dados cuyos resultados se comparan con lo estipulado por las reglas. Un ejemplo es el del juego de rol Pendragón (1985), en el que las habilidades de los jugadores están expresadas mediante una cifra que va de 1 a 20 y cuya puesta en práctica se verifica mediante la tirada de un dado de veinte caras: todos los resultados iguales o inferiores a esa cifra son un éxito. Los resultados superiores son un fallo. Si por ejemplo un personaje jugador de Pendragón decide dar un espadazo y dispone de un grado de habilidad de 14 en el uso de la espada, tendrá que obtener 14 o menos de 14 en la tirada de un dado de 20. Otros juegos basan el éxito o el fallo de una acción mediante la superación de un número de dificultad. En cualquier caso la mayor parte de los sistemas de juego recurren a tiradas de dados para resolver acciones y conflictos. Esto introduce un elemento de aleatoriedad con el fin de introducir incertidumbre en los procesos de resolución de escenas o tareas. La forma más usual es mediante tiradas de dados pero existen también juegos que recurren a otros medios de aleatoriedad o de creación narrativa, como el uso de naipes, por ejemplo. Muy pocos juegos de rol no hacen uso de dados, siendo el más conocido Amber, que no usa dados.
Algunos sistemas de juego conceden una gran importancia a las reglas y a la simulación de la realidad mediante estas, como el sistema de juego de RuneQuest (1978). Otros, como los de Ars Magica o Castillo de Falkenstein, están diseñados para enfatizar más la interpretación de personajes, para resaltar un estilo de juego o para complementar un escenario de campaña específico a través de mecanismos exclusivos.

## Originalidad y extrapolaciones
Los juegos de rol no siempre gozan de un sistema de juego enteramente concebido para ellos, ciertos juegos de rol utilizan a veces el sistema de algún juego que les haya precedido. Muy a menudo estos sistemas de juego empiezan por ser concebidos para un juego en particular antes de ser extrapolados a otros juegos o a ser incluso publicados como sistemas genéricos de reglas aplicables a cualquier universo o a cualquier tipo de juego de rol. Eso hace que algunos sistemas de juego sean propios de un único juego de rol y no se les encuentre en los demás juegos mientras que otros sean genéricos y estén compartidos por varios juegos. Estos últimos, los sistemas de juego genéricos, no están atados a un solo género literario o a un único escenario de campaña y pueden ser usados como base para muchos juegos de rol. Según los casos los sistemas de juego genéricos pueden haber sido extrapolados a partir del sistema de juego de un juego de rol en particular o bien haber sido publicados originalmente como sistema genérico independiente, sin haberse inspirado de ningún juego que los hubiera precedido. Un sistema de juego propio que se extrapola a otros juegos puede además acabar siendo publicado como sistema de juego genérico (como el sistema de juego de Los Cazafantasmas, que acabó por ser publicado como sistema genérico en 1996 después de haber sido extrapolado a juegos de rol como Star Wars) o incluso ser publicado de este modo antes incluso de ser extrapolado a otros juegos. Por ejemplo el sistema de RuneQuest (1978) fue publicado directamente como sistema genérico en 1980 antes de ser extrapolado a otros juegos de rol a partir de 1981.
He aquí algunos ejemplos de las diferentes formas oiginales y extrapoladas de sistema de juego:
- Ejemplos de sistema de juego propio no extrapolado:
  - James Bond 007[2][3] (1983).
  - Paranoia[4][5] (1984).
  - Pendragón[6] (1985).
  - ¡Piratas![7] (1994).
- Ejemplos de sistema de juego propio extrapolado a otros juegos:
  - El sistema de juego de RuneQuest[8] (1978) fue usado para juegos como La llamada de Cthulhu[9] (1981) o Far West[10] (1994).
  - El sistema de juego de Los Cazafantasmas[11][12] (1986) fue usado para juegos como Star Wars[13][14] (1987) o Indiana Jones Adventures (1996).
- Ejemplos de sistema de juego propio publicado ulteriormente como sistema de juego genérico:
  - El sistema de juego de RuneQuest (1978) fue publicado en 1980 bajo el título Basic Role-Playing.
  - El sistema de juego de Los Cazafantasmas (1986) fue publicado en 1996 bajo el título The D6 System: The Customizable Roleplaying Game.
  - El sistema d20, concebido para la tercera edición de Dungeons & Dragons (2000), fue declarado sistema genérico en el mismo año que esa misma tercera edición.
- Ejemplos de sistema de juego genérico original:
  - Rolemaster (1980)
  - GURPS (1986)
  - Fudge (1992)
  - Fate (juego) (2003)
  - C-System (2007)
  - RyF (2008)

## Clasificación
De una manera general los sistemas de juego pueden ser clasificados según el tipo de resolución de las acciones de los personajes.
- Sistemas de juego basados en el concepto de nivel. Se atribuye a los personajes una cifra que corresponde a un nivel (nivel 1, nivel 2, nivel 3, etc.). Las tiradas de dados se ven entonces afectadas por el nivel del personaje. Ejemplos:
  - Rolemaster (1980). Usa de un dado de 100.
  - El Señor de los Anillos[15] (1984). Usa de un dado de 100.

- Sistemas de juego basados en la obtención de resultados inferiores a un cierto grado de habilidad. Se atribuye a los personajes un cierto grado de habilidad y las tiradas de dados deben obtener resultados iguales o inferiores a tal grado de habilidad. Ejemplos:
  - Basic Role-Playing (1980). Extrapolado a partir de RuneQuest (1978). Usa de un dado de 100.
  - Pendragón (1985). Usa de un dado de 20.

- Sistemas de juego basados en una clasificación de los resultados de las tiradas de dados siguiendo un modelo de categorías de éxito. Ejemplos:
  - James Bond 007 (1983). Usa de un dado de 100.

- Sistemas de juego basados en la superación de una cierta cantidad de puntos de dificultad en el momento de hacer las tiradas de dados. Ejemplos:
  - Sistema D6. Usa de dados de seis caras.
  - Sistema d20. Usa de un dado de veinte caras.
  - Príncipe Valiente[16] (1989). Usa de monedas como si fueran dados de dos caras.

## Lista de sistemas de juego genéricos
Los siguientes sistemas de juego de rol son genéricos, para saber más sobre sistemas de juego propios de un único juego de rol consúltese cada juego por separado en la cronología de los juegos de rol.
- Action!
- Alternity
- Basic Role-Playing
- C-System
- Dice & Glory
- Fudge
- Fate (juego)
- GURPS
- Hero System
- Masterbook
- Multiverser
- Rifts
- Rolemaster
- RyF
- Savage Worlds
- Silhouette
- Sistema CODA
- Sistema 3d20
- Sistema d20
- Sistema D6
- Sistema Gumshoe
- Sistema Narrativo
- Sistema Sombra
- Sistema «tirar y guardar dados»
- Steve Perrin's Quest Rules
- Torg
- Unisystem
- Worlds of Wonder